# جاي ر. روفين
جاي ر. روفين (بالإنجليزية: J. R. Ruffin)‏ هو لاعب كرة قدم كندية أمريكي، ولد في 8 يوليو 1982.